# Izabela Mrzygłocka
Izabela Katarzyna Mrzygłocka z domu Chłap (ur. 20 maja 1959 w Wałbrzychu, zm. 10 sierpnia 2024 w Warszawie) – polska polityk, ekonomistka i działaczka samorządowa, posłanka na Sejm V, VI, VII, VIII, IX i X kadencji (2005–2024).

## Życiorys
Córka Eryka i Barbary. Ukończyła organizację i zarządzanie na Wydziale Zarządzania i Informatyki Akademii Ekonomicznej we Wrocławiu, odbyła także studia podyplomowe z zakresu prawa europejskiego. Pracowała jako inspektor w Przedsiębiorstwie Eksploatacji Węgla „Dolny Śląsk” oraz w branży spółdzielczej, prowadziła również własną działalność gospodarczą. W 1992 została starszym inspektorem w urzędzie wojewódzkim, a w 1993 wicedyrektorem Powiatowego Urzędu Pracy w Wałbrzychu.
W latach 1998–2005 pełniła funkcję radnej wałbrzyskiej rady miejskiej. Od 1994 należała do Unii Wolności. W 2004 przystąpiła do Platformy Obywatelskiej, z listy której w 2005 została wybrana do Sejmu V kadencji w okręgu wałbrzyskim. Zasiadła w Komisji Polityki Społecznej, Komisji Rodziny i Praw Kobiet oraz Komisji Pracy. W wyborach parlamentarnych w 2007 po raz drugi uzyskała mandat poselski, otrzymując 18 523 głosy. W Sejmie VI kadencji weszła w skład Komisji Gospodarki oraz Komisji Polityki Społecznej i Rodziny. W wyborach w 2011 z powodzeniem ubiegała się o reelekcję, dostała 31 697 głosów. W VII kadencji pracowała w Komisji Polityki Społecznej i Rodziny oraz Komisji Etyki Poselskiej. Została również zastępczynią przewodniczącego Komisji Administracji i Cyfryzacji, a także przewodniczącą Rady Ochrony Pracy.
W 2015 została ponownie wybrana do Sejmu, otrzymując 8659 głosów. Objęła funkcję zastępczyni przewodniczącego Komisji Polityki Społecznej i Rodziny oraz przewodniczącej Komisji Etyki Poselskiej. W listopadzie 2016 została powołana na funkcję wiceprzewodniczącej Stałego Komitetu Rady Ministrów w gabinecie cieni utworzonym przez Platformę Obywatelską. Bezskutecznie kandydowała w wyborach do Parlamentu Europejskiego w 2019. W wyborach krajowych w tym samym roku z powodzeniem ubiegała się natomiast o poselską reelekcję z ramienia Koalicji Obywatelskiej, otrzymując 11 987 głosów. W Sejmie IX kadencji zasiadła ponownie w Komisji Etyki Poselskiej oraz Komisji Polityki Społecznej i Rodziny. Została również zastępczynią przewodniczącego Komisji do Spraw Petycji. W wyborach parlamentarnych w 2023 roku została wybrana do Sejmu na kolejną kadencję (dostała 14 470 głosów). W X kadencji weszła w skład Komisji do Spraw Petycji oraz Komisji Polityki Społecznej i Rodziny, ponownie została też przewodniczącą Komisji Etyki Poselskiej.
Zmarła w trakcie tej kadencji Sejmu 10 sierpnia 2024. Została pochowana na cmentarzu komunalnym przy ul. Bolesława Prusa 1 w Szczawnie-Zdroju.

## Odznaczenia
W 2024 pośmiertnie odznaczona Krzyżem Oficerskim Orderu Odrodzenia Polski. Była wyróżniona także Orderem Uśmiechu.

## Wyniki w wyborach ogólnopolskich
| Wybory | Komitet wyborczy   | Komitet wyborczy      | Organ                            | Okręg | Wynik          |
| ------ | ------------------ | --------------------- | -------------------------------- | ----- | -------------- |
| 2005   |                    | Platforma Obywatelska | Sejm V kadencji                  | nr 2  | 5271 (10,36%)  |
| 2007   | Sejm VI kadencji   | Platforma Obywatelska | 18 523 (14,71%)                  | nr 2  |                |
| 2011   | Sejm VII kadencji  | Platforma Obywatelska | 31 697 (14,05%)                  | nr 2  |                |
| 2015   | Sejm VIII kadencji | Platforma Obywatelska | 8659 (3,70%)                     | nr 2  |                |
| 2019   |                    | Koalicja Europejska   | Parlament Europejski IX kadencji | nr 12 | 14 360 (1,10%) |
| 2019   |                    | Koalicja Obywatelska  | Sejm IX kadencji                 | nr 2  | 11 987 (4,24%) |
| 2023   | Sejm X kadencji    | Koalicja Obywatelska  | 14 470 (4,47%)                   | nr 2  |                |